# Lotsväsendets grader i Sverige
Lotsväsendets grader i Sverige visar den hierarkiska ordningen i det svenska lotsväsendet.

## 1820/1824
| Tjänstebenämning                      | Likställd med          |
| ------------------------------------- | ---------------------- |
| Lotsdirektör                          |                        |
| Lotsdistriktschef                     |                        |
| Lotsfördelningschef eller Lotsofficer |                        |
| Lotsålderman                          | Understyrman i flottan |
| Mästerlots                            | Korpral i flottan      |
| Sekundlots Lotslärling                | Manskap i flottan      |

Källa:

## 1871-1955
| Nivå                                     | Tjänstebenämning                                                               |
| ---------------------------------------- | ------------------------------------------------------------------------------ |
| Verkschef                                | Lotsdirektör (till 1881) Generallotsdirektör (från 1881)                       |
| Regional chef                            | Distriktschef (till 1881) Lotskapten (1881-1944) Lotsdirektör (från 1945)      |
| Biträdande regional chef                 | Fördelningschef (till 1881) Lotslöjtnant (1881-1944) Lotsinspektör (från 1945) |
| Lotsplatschef med högre tjänsteställning | Överlots Överlots 2. graden (1881-1905)                                        |
| Lotsplatschef                            | Lotsålderman (till 1909) Lotsförman                                            |
| Kvalificerad lots                        | Mästerlots Mästerlots 2. klassen (1901-1915)                                   |
| Examinerad lots med ordinarie tjänst     | Kronolots Lots                                                                 |
| Exminerad lots utan ordinarie tjänst     | Extra lots                                                                     |
| Lotsaspirant                             | Lotslärling Lotsaspirant                                                       |

Källa: 